# Britto-Romains
Pour les articles homonymes, voir Britto (homonymie) et Romain.

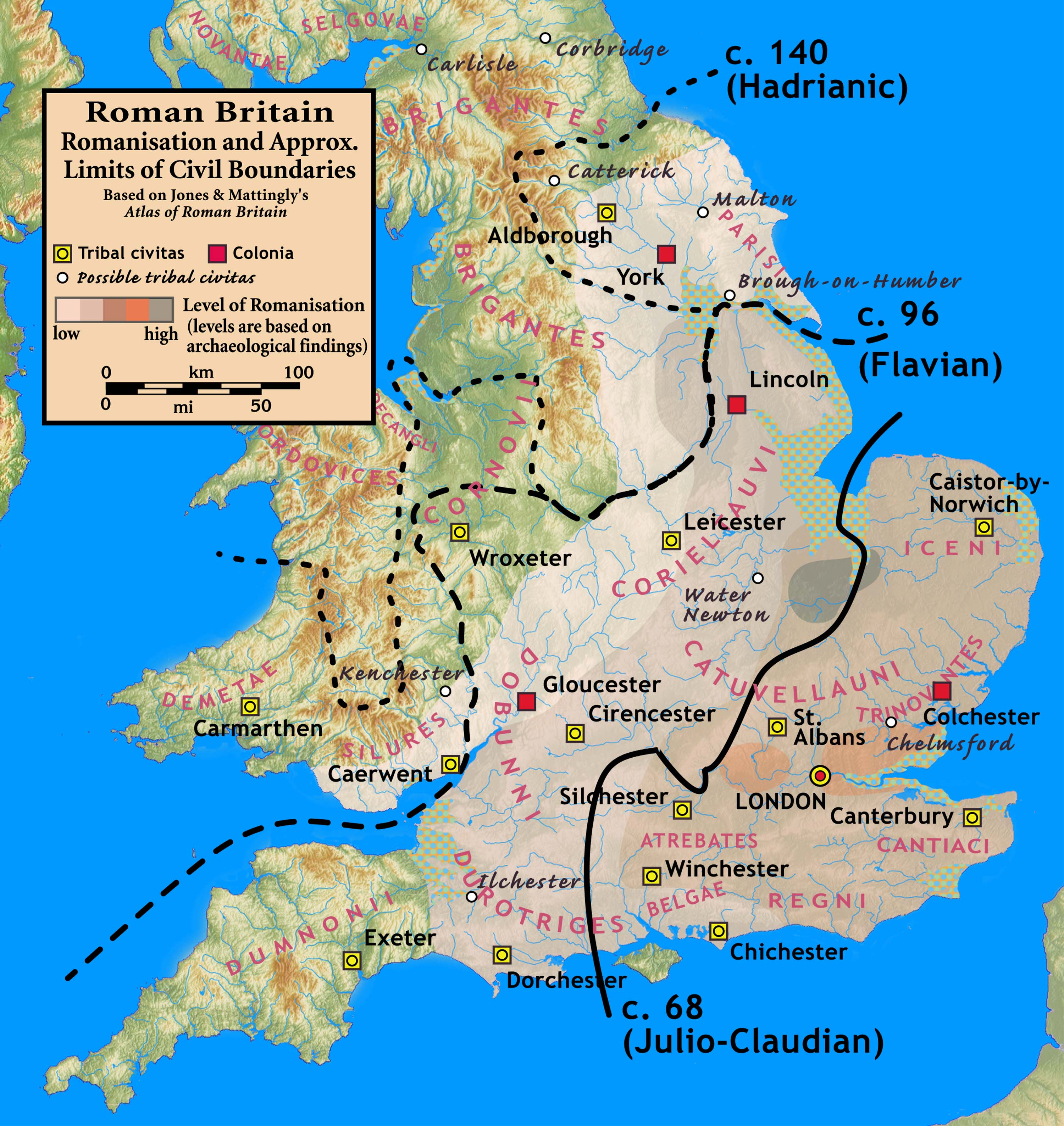
Carte montrant les différents niveaux de romanisation en Grande-Bretagne, d'après les traces archéologiques.

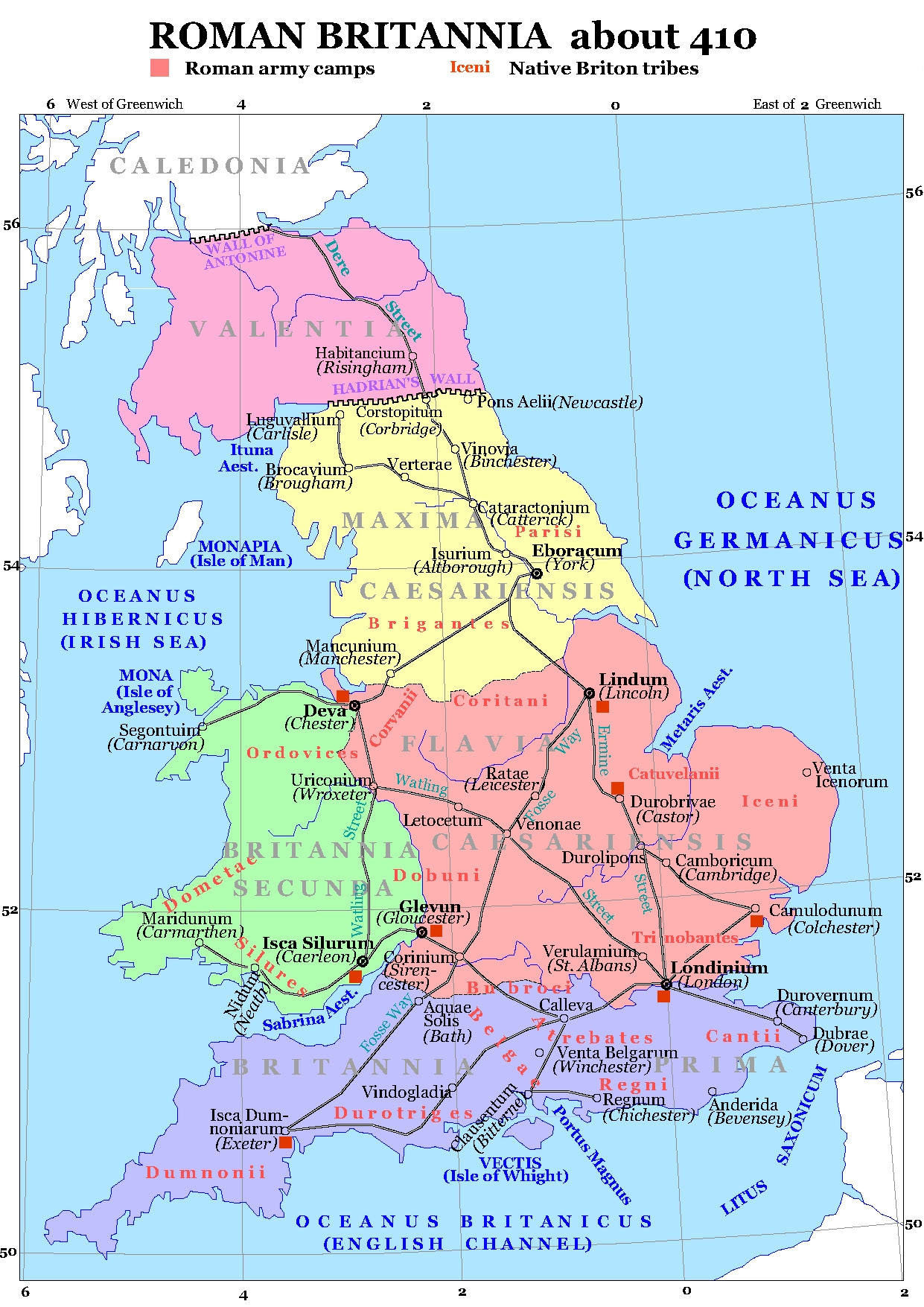
Bretagne romaine en 410.

Les Britto-Romains (anglais : Romano-British) sont les Bretons insulaires romanisés à la suite de la conquête de la Grande-Bretagne par l'Empire romain au cours du Ier siècle. Ces populations celtes adoptent une partie des coutumes romaines, sans pour autant abandonner leur langue (le brittonique) et certaines de leurs coutumes.
Après la chute de l'Empire romain d'Occident (en l'an 476), les Britto-Romains préservent la romanité sur la majeure partie de l'île de Bretagne, et les enclaves continentales qu'ils contrôlent sur le litus et les fleuves au nord de la Loire.

Les chroniques anciennes décrivent les soldats bretons manœuvrant toujours « à la romaine » jusqu'à une époque très tardive. Les Britto-Romains ont trois spécialités, si l'on en croit la littérature et les textes anciens : la garde maritime et fluviale, la cavalerie lourde et l'occupation des zones montagneuses.

## Des deux côtés de la Manche
Leur présence est attestée non seulement dans l'île de Bretagne (actuelle Grande-Bretagne) mais également sur le continent, notamment sur les côtes européennes de la Manche au golfe de Gascogne. Il s'agit alors de légions bretonnes tenant le rôle de police maritime et fluviale, occupant en particulier la péninsule armoricaine. La civilisation britto-romaine survit au déclin de l'Empire romain d'Occident, se considérant alors comme la dernière enclave romaine en Occident.
La romanisation était plus étendue au sud-est. À l’ouest de la ligne qui va du Humber à l’estuaire de la Severn, en passant par les Cornouailles et le Devon, l’acculturation romaine était presque inexistante.
Le terme culture britto-romaine correspond à la culture qui s'éveilla en Grande-Bretagne, sous l’Empire romain, après la conquête romaine de la Grande-Bretagne en 43 apr. J.-C. et la création de la Britannia. Elle consiste en une fusion de la culture importée des Romains et de celle des indigènes, les Brittons, un peuple aux coutumes et de langues celtiques. Elle survécut au Ve siècle, qui vit la fin de la loi romaine en Grande-Bretagne. Il y eut même une romanisation sur le plan culturel, avec la langue parlée : le British Romance. Les érudits tel que Christopher Snyder (en) pensent qu’au cours du Ve – VIe siècles, c’est-à-dire du départ des légions romaines en 410 à l’arrivée de saint Augustin de Cantorbéry, le Sud de la Grande-Bretagne a su préserver une société post-romaine capable de résister aux attaques des Anglo-Saxons, utilisant même un latin vernaculaire.

## Arrivée des Romains
Les troupes romaines de l’empereur Claude, venant surtout des provinces germaniques, envahirent ce qui est aujourd’hui l’Angleterre en 43 apr. J.-C. Au cours des années suivantes, la province de Britannia fut créée, incluant l’intégralité de l’Angleterre, le Pays de Galles et une partie de l’Écosse. Ainsi, des entrepreneurs romains et des dignitaires vinrent par milliers s’installer en Britannia. Des troupes romaines venant de toutes les provinces de l’Empire : Espagne, Syrie, Égypte, mais surtout des provinces germaniques de Batavia de Frise (Hollande actuelle), de Belgique et du Rhin étaient placées en garnison dans des villes romaines, nombreux furent les soldats se mariant à des Brittonnes. La culture et la religion de Britannia devinrent diversifiées là où la population, au mode de vie romain, restait principalement celtique.
Plus tard, la Bretagne devint autonome du reste de l’Empire Romain pour  plusieurs années, faisant d’abord partie de l’Empire des Gaules puis, quelques décennies plus tard étant administrée par les usurpateurs Carausius et Allectus.

### Citoyenneté romaine
Un des aspects de l'influence romaine dans la vie brittonne était représenté par l'octroi de la citoyenneté romaine. L'octroi était d'abord très sélectif : aux représentants municipaux de certaines classes sociales que la coutume romaine faisait citoyens, aux vétérans soit des légions romaines soit des unités d'auxiliaires, à un nombre de locaux ayant un patron capable de l'obtenir pour eux. Quelques rois brittons, comme Tiberius Claudius Cogidubnus, reçurent la citoyenneté de cette manière.
Les autres habitants de la Grande-Bretagne, qui ne bénéficiaient pas de la citoyenneté, les pérégrins, continuaient à vivre selon les lois de leurs ancêtres. L'inconvénient principal était qu'ils ne pouvaient posséder de terre avec un titre de propriété latin, ni servir dans l'armée en tant que légionnaire (bien que pouvant servir dans les unités d'auxiliaires et devenir citoyens romains). Enfin, ils ne pouvaient hériter d'un citoyen romain.
Pour la majeure partie des habitants britanniques, paysans attachés à leurs terres, avoir la citoyenneté romaine ne transformait pas drastiquement leurs conditions de vie au jour le jour. Toutefois, le nombre de citoyens augmenta progressivement avec les années, la citoyenneté étant héréditaire et toujours plus de citoyens étant  nommés. Finalement, en 212, tous, sauf les esclaves et les affranchis, furent nommés citoyens par la Constitutio Antoniniana.

## Départ des Romains de Grande-Bretagne
La Bretagne devint une des provinces les plus loyales de l'Empire jusqu'à son déclin, quand la main d’œuvre commença à être dispersée dans des guerres civiles. Finalement, l'empereur Honorius ordonna le retrait des troupes pour repousser les invasions barbares. L'empereur occidental Constantin III se rebella contre Honorius, emmena des troupes en Gaule mais fut plus tard dénoncé comme usurpateur.
Après le départ des Romains d'Angleterre, à l'été 410 les Britto-romains reçurent l'ordre d'Honorius de « se défendre par leurs propres moyens », mais il s'agit peut-être là d'une erreur d'interprétation  concernant plutôt la cité de Bruttium, en Italie du Sud ("Rescrit" d'Honorius).

Une demande écrite du général Aetius, connue comme le « grognement des Britons », a pu recevoir une assistance navale d'un Empire romain d'Occident déclinant. Ils étaient néanmoins livrés à eux-mêmes. 

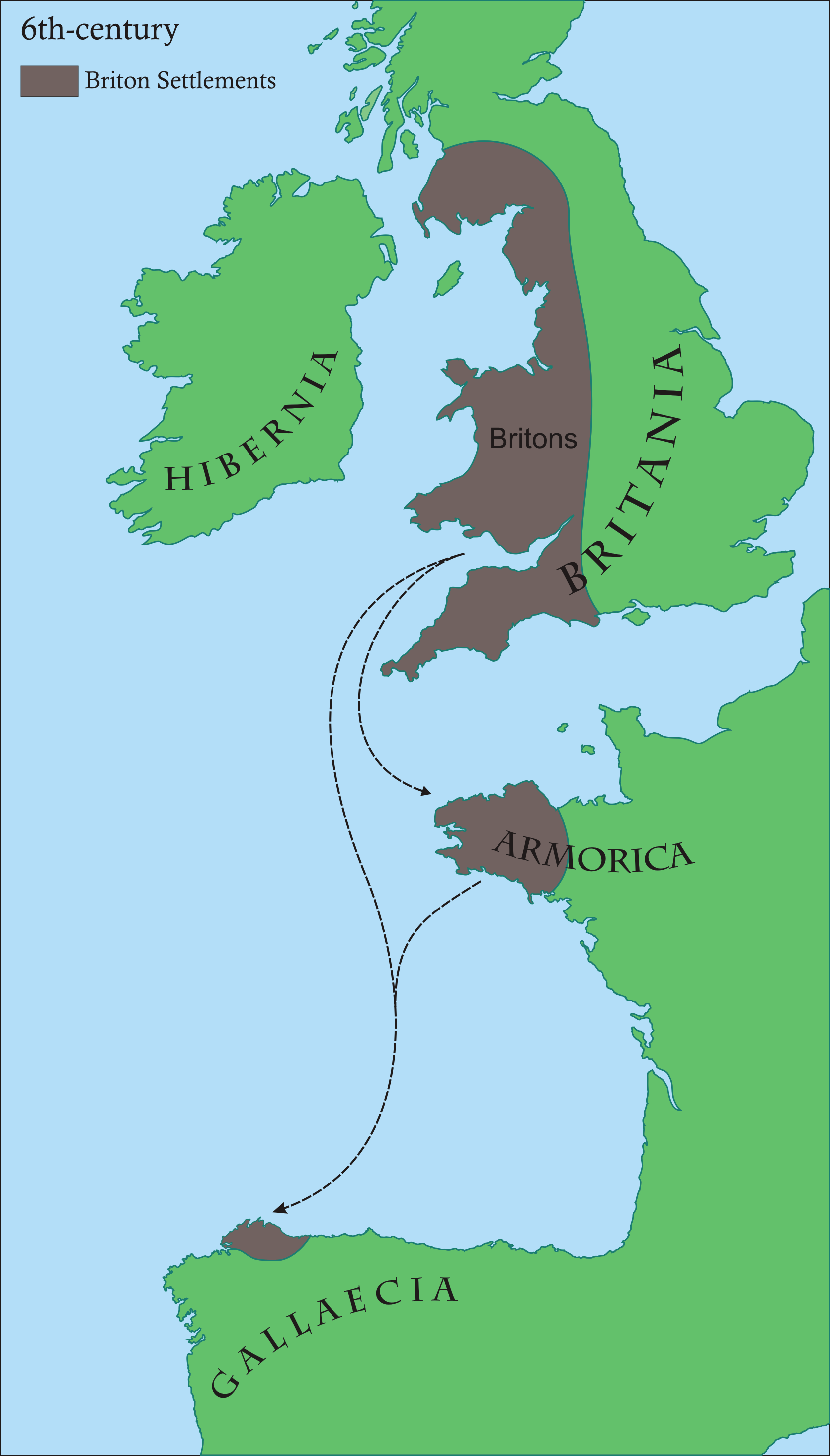
Campements britto-romains au VIe siècle

## Période post-romaine
Dans les premières années, les basses terres et les cités ont pu avoir quelque organisation ou « conseil » et l'évêque de Londres apparaît comme ayant joué un rôle clé. Ils étaient cependant divisés politiquement : anciens soldats, mercenaires, nobles, dignitaires et fermiers s’autoproclamant rois, combattant les uns contre les autres et laissant la Grande-Bretagne ouverte aux invasions. Deux factions semblent avoir émergé : une faction pro-romaine et une faction indépendante. Un des chefs de l'époque, connu sous le nom de Vortigern, a pu avoir pour titre High King. Les ravages causés par les Pictes au nord et par les Scots en Irlande forcèrent les Brittons à demander l'aide des tribus germaniques païennes des Angles, des Saxons et des Jutes, elles décidèrent par la suite de s'établir sur l'île. Des populations britto-romaines migrèrent alors en Bretagne, en Galice et en Irlande.
Les Anglo-Saxons obtinrent le contrôle de l'est de l'Angleterre au Ve siècle. Mi-VIe siècle, ils commencèrent à se répandre dans les Midlands, puis au VIIe siècle leur expansion se dirigea vers le sud-ouest et le nord de l’Angleterre. Les parties non conquises du sud du pays, le Pays de Galles notamment, conservèrent leur culture britto-romaine et le christianisme.
Des légendes anglo-saxonnes font référence au peuple britto-romain par le terme de welsh, cette dénomination est un mot du vieil-anglais signifiant « étranger » et faisant référence aux habitants originels du sud de l'Angleterre. Historiquement, le Pays de Galles et la péninsule du sud-ouest étaient connus comme étant, respectivement, le Pays de Galles du Nord et de l'Ouest.
Les luttes durant cette période ont donné lieu aux légendes de Uther Pendragon et du roi Arthur. Il existe de nombreuses théories. Mais on affirme souvent que Ambrosius Aurelianus, le chef des forces britto-romaines, fut le modèle de la première légende, tandis que la cour du roi Arthur à Camelot est un souvenir idéalisé gallois et cornouaillais de la civilisation britto-romaine pré-saxonne.

## Littérature galloise
Parmi les dirigeants et les héros bretons du Haut Moyen Âge :
- Magnus Maximus (Macsen Wledic) ;
- Ambrosius Aurelianus (Emrys Wledic).
- Cette résistance semble avoir réactivé la légende d'un personnage historique de l'Antiquité tardive, mentionné en 185 en Armorique par Hérode [réf. nécessaire], donc 300 ans avant l'arrivée des Saxons : Lucius Artorius Castus, général romain en Armorique.

Le personnage fictif et légendaire du roi Arthur (qui se bat cette fois contre les Saxons) est construit sur ce souvenir (participation à la fondation identitaire d'une nation bretonne à compter de l’Armorique du Ve siècle). D'autres historiens ont, quant à eux, tenté de trouver des bases historiques à sa légende.